# Lijst van Duitse basketbal bekerwinnaars
Onderstaande lijst geeft een overzicht van alle bekerwinnaars in de Basketball Bundesliga, de hoogste klasse van het Duits basketbal.
Alba Berlin is recordhouder met 11 kampioenschappen.

## Duits Beker Kampioenschap (heren)
2025: Syntainics MBC
2024: FC Bayern München
2023: FC Bayern München
2022: Alba Berlin
2021: FC Bayern München
2020: Alba Berlin
2019: Brose Bamberg
2018: FC Bayern München
2017: Brose Bamberg
2016: Alba Berlin
2015: EWE Baskets Oldenburg
2014: Alba Berlin
2013: Alba Berlin
2012: Brose Baskets
2011: Brose Baskets
2010: Brose Baskets
2009: Alba Berlin
2008: Artland Dragons
2007: RheinEnergie Köln
2006: Alba Berlin
2005: RheinEnergie Köln
2004: RheinEnergie Köln
2003: Alba Berlin
2002: Alba Berlin
2001: Herzogtel Trier
2000: Skyliners Frankfurt
1999: Alba Berlin
1998: TVG Basketball Trier
1997: Alba Berlin
1996: Ratiopharm Ulm
1995: TSV Bayer 04 Leverkusen
1994: Brandt Hagen
1993: TSV Bayer 04 Leverkusen
1992: TTL Basketball Bamberg
1991: TSV Bayer 04 Leverkusen
1990: TSV Bayer 04 Leverkusen
1989: BG Steiner Bayreuth
1988: BG Steiner-Optik Bayreuth
1987: TSV Bayer 04 Leverkusen
1986: TSV Bayer 04 Leverkusen
1985: ASC Göttingen
1984: ASC Göttingen
1983: BSC Saturn Köln
1982: MTV Wolfenbüttel
1981: BSC Saturn Köln
1980: BSC Saturn Köln
1979: MTV 1846 Gießen
1978: USC Heidelberg
1977: USC Heidelberg
1976: TuS 04 Leverkusen
1975: SSV Hagen
1974: TuS 04 Leverkusen
1973: MTV 1846 Gießen
1972: MTV Wolfenbüttel
1971: TuS 04 Leverkusen
1970: TuS 04 Leverkusen
1969: MTV 1846 Gießen
1968: FC Bayern München
1967: VfL Osnabrück

## Oost-Duits Beker Kampioenschap (heren)
1990: BSG AdW Berlin
1989: BSG AdW Berlin
1988: BSG AdW Berlin
1987: BSG AdW Berlin
1986: BSG AdW Berlin
1985: BSG AdW Berlin
1984: BSG AdW Berlin
1983: SK KPV 69 Halle
1982: BSG AdW Berlin
1981: BSG AdW Berlin
1980: HSG K-M-U Leipzig
1979: HSG Wissenschaft TU Dresden
1978: HSG Wissenschaft TU Magdeburg
1977: HSG Wissenschaft Berlin-Karlshorst
1976: BSG AdW Berlin
1975: SK KPV 69 Halle
1974: SC Dynamo Berlin
1973: HSG Wissenschaft Halle
1972: SC Dynamo Berlin
1971: BSG Empor Brandenburger Tor Berlin
1970: HSG Wissenschaft Halle
1969: ASK Vorwärts Leipzig
1968: ?
1967: ASK Vorwärts Leipzig
1966: ASK Vorwärts Leipzig
1965: SC Wissenschaft DHfK Leipzig
1964: ASK Vorwärts Leipzig
1963: SC Chemie Halle
1962: ASK Vorwärts Halle
1961: HSG Humboldt-Universität Berlin
1960: HSG Humboldt-Universität Berlin
1959: ?
1958: SC Wissenschaft DHfK Leipzig
1957: HSG Wiss. HU Berlin
1956: HSG Wiss. HU Berlin
1955: SC Dynamo Berlin

## Duits Beker Kampioenschap (dames)
2025: TV 1872 Saarlouis Royals
2024: TK Hannover Luchse
2023: TK Hannover Luchse
2022: Herner TC
2021: Rutronik Stars Keltern
2020: Seizoen afgebroken vanwege COVID-19 Pandemie
2019: Herner TC
2018: TSV 1880 Wasserburg
2017: TSV 1880 Wasserburg
2016: TSV 1880 Wasserburg
2015: TSV 1880 Wasserburg
2014: TSV 1880 Wasserburg
2013: Eisvögel USC Freiburg
2012: New Basket ’92 Oberhausen
2011: TSV 1880 Wasserburg
2010: TV 1872 Saarlouis Royals
2009: TV 1872 Saarlouis Royals
2008: TV 1872 Saarlouis Royals
2007: TSV 1880 Wasserburg
2006: TSV 1880 Wasserburg
2005: TSV 1880 Wasserburg
2004: BG Dorsten
2003: BC Marburg
2002: BTV Gold-Zack Wuppertal
2001: BTV Gold-Zack Wuppertal
2000: BTV Wuppertal
1999: BTV Wuppertal
1998: BTV Wuppertal
1997: BTV Wuppertal
1996: BTV Wuppertal
1995: BTV Wuppertal
1994: BTV Wuppertal
1993: Barmer TV 1846
1992: Barmer TV 1846
1991: SG BC USC München
1990: SG BC USC München
1989: Barmer TV 1846
1988: DJK Agon 08 Düsseldorf
1987: SG BC USC München
1986: DJK Agon 08 Düsseldorf
1985: DJK Agon 08 Düsseldorf
1984: DJK Agon 08 Düsseldorf
1983: DJK Agon 08 Düsseldorf
1982: SG BC USC München
1981: DJK Agon 08 Düsseldorf
1980: DJK Agon 08 Düsseldorf
1979: TuS 04 Leverkusen
1978: Düsseldorfer BG ART/TVG
1977: TuS 04 Leverkusen
1976: TuS 04 Leverkusen
1975: USC München
1974: TV Grafenberg 1888
1973: 1. SC Göttingen 05

## Oost-Duits Beker Kampioenschap (dames)
1990: ?
1989: SG KPV 69 Halle
1988: SG KPV 69 Halle
1987: HSG HU Berlin
1986: HSG HU Berlin
1985: SG KPV 69 Halle
1984: SG KPV 69 Halle
1983: SK KPV 69 Halle
1982: SG KPV 69 Halle
1981: SG KPV 69 Halle
1980: SG KPV 69 Halle
1979: SG KPV 69 Halle
1978: HSG Wiss. Halle
1977: HSG HU Berlin
1976: SG KPV 69 Halle
1975: HSG HU Berlin
1974: SG KPV 69 Halle
1973: HSG HU Berlin
1972: HSG HU Berlin
1971: SC DHfK Leipzig
1970: SG KPV 69 Halle
1969: ?
1968: ?
1967: ?
1966: SC Chemie Halle
1965: SC Chemie Halle
1964: SC Chemie Halle
1963: TSC Berlin
1962: SC Rotation Berlin
1961: HSG HU Berlin
1960: HSG HU Berlin
1959: ?
1958: HSG HU Berlin
1957: HSG HU Berlin
1956: HSG HU Berlin
1955: ?